# Neoclytus englemani
Neoclytus englemani es una especie de escarabajo longicornio del género Neoclytus, tribu Clytini, subfamilia Cerambycinae. Fue descrita científicamente por Giesbert en 1989.

## Descripción
Mide 8-11,5 milímetros de longitud.

## Distribución
Se distribuye por Panamá.